# Iranduba
Iranduba es un municipio de Brasil, situado en el estado de Amazonas, con una población de 49.718 habitantes.  Está situada a 21 km de Manaus. Posee un área de 2.203 km², siendo la más pequeña ciudad del estado de Amazonas en el territorio.

## Geografía
Su población en 2009 fue de 33.884 habitantes. Está a 21 kilómetros de Manaus, y es una de las ciudades más grandes de la Amazonía. Está incluido en la región metropolitana de Manaus.

## Demografía

### Descripción general
El municipio está a 21 kilómetros de la capital, Manaus. Alberga una población de alrededor de 34 mil personas y es la segunda ciudad en la lista de los más grandes de ubicación del estado. A demográfica del municipio permite la existencia de dos distintos ecosistemas, y en el borde del río Negro con paisajes paradisíacos, playas, cascadas y bosques abundantes, a lo largo del río Solimões desvelar extensas áreas de tierras bajas de las actividades agrícolas, la pesca y la contemplación.
En el Oriente, el turista puede disfrutar de la famosa reunión de las aguas y hacia el sur, el archipiélago de Anavilhanas, con alrededor de 400 islas. Alrededor del 25% del archipiélago se encuentra a la vanguardia en el territorio de lranduba. En el guion de uno de los más conocidos es Paricatuba, la orilla derecha del Río Negro. El balneario es muy frecuentado por los residentes de lranduba y Manaus y los finales de semana, en el momento de reflujo.
Otras opciones son Açutuba y Praia Grande, la única playa perenne de Amazonas, situado en el Río Negro, Ariaú fica el frente al lago. Con acceso al único río, Praia Grande es muy popular entre los turistas.